# هتون، شهرستان کولبرت، آلاباما
هتون (به انگلیسی: Hatton) یک منطقهٔ مسکونی در ایالات متحده آمریکا است که در شهرستان کلبرت، آلاباما واقع شده‌است. هتون ۱۹۸٫۱۲ متر بالاتر از سطح دریا واقع شده‌است.